# Saab 35 Draken
Saab 35 Draken (Drake - Rồng) là một loại máy bay tiêm kích của Thụy Điển do hãng Saab thiết kế chế tạo. Draken được chế tạo nhằm thay thế Saab J 29 Tunnan và sau này là biến thể tiêm kích (J 32B) của Saab 32 Lansen. Đây là một mẫu máy bay siêu âm hiệu quả trong Chiến tranh Lạnh, nó được xuất khẩu tới Áo, Phần Lan và Đan Mạch.

## Thiết kế và phát triển
Khi thời đại máy bay phản lực bắt đầu, Thụy Điển đã thấy trước được sự cần thiết phải có một máy bay tiêm kích phản lực có thể đánh chặn các máy bay ném bom và máy bay tiêm kích của đối phương trên độ cao lớn. Các loại tiêm kích đánh chặn như F-104 Starfighter của Không quân Hoa Kỳ được hình thành trong cùng thời kỳ này, "Draken" của Saab phải thực hiện một vai trò chiến đấu duy nhất cho Thụy Điển. Các yêu cầu khác là khả năng hoạt động trên đường giao thông công cộng được sử dụng như căn cứ không quân tạm thời trong chiến tranh, nhận nhiên liệu/hậu cần không quá 10 phút với lính nghĩa vụ qua đào tạo tối thiểu. Tháng 9/1949, Cục quản lý vật tư quốc phòng ban hành một yêu cầu về loại máy bay tiêm kích/đánh chặn, cùng năm này công việc phát triển mẫu máy bay đáp ứng yêu cầu của Cục quản lý được bắt đầu tại Saab.
Thiết kế của Draken kết hợp một cấu hình cánh tam giác kép đặc biệt, cánh tam giác nhỏ trong một cánh tam giác lớn. Cánh bên trong có góc 80° giúp máy bay đạt hiệu năng tốt ở vận tốc cao, còn cánh ngoài có góc 60° giúp máy bay đạt hiệu năng tốt ở vận tốc thấp. Máy bay được trang bị một động cơ tuabin Svenska Flygmotor RM 6B/C (Rolls-Royce Avon 200/300). Có một tuabin ram dưới mũi, tạo năng lượng khi xảy ra sự cố khẩn cấp và động cơ có khối khởi động khẩn cấp bên trong. Draken cũng có một dù hãm khi hạ cánh, để giảm quãng đường hạ cánh.
Hình dạng cánh tam giác kép là một thiết kế mới, nó được áp dụng đầu tiên trên một mẫu máy bay thử nghiệm duy nhất là Saab 210, có tên gọi không chính thức là "Lilldraken" (tiểu long). Saab 210 được dùng để thử nghiệm khái niệm cánh tam giác kép, nó bay lần đầu ngày 21/1/1952. Thử nghiệm thành công trên 210 đã đưa tới đơn đặt hàng cho 3 mẫu thử Draken. Mẫu thử đầu tiên, không trang bị động cơ đốt tăng lực, thực hiện chuyến bay đầu tiên ngày 25/10/1955. Mẫu thử thứ hai, trang bị động cơ đốt tăng lực, đã vượt qua hàng rào âm thanh trong chuyến bay đầu tiên.

## Lịch sử hoạt động
Dù không được thiết kế để làm máy bay không chiến tầm gần, nhưng J 35 Draken có khả năng lộn vòng ngay lập tức rất tốt và là máy bay tiêm kích tốt. Được Không quân Thụy Điển đưa vào trang bị năm 1960; 664 chiếc Saab Draken đã được chế tạo cho Thụy Điển cũng như các quốc gia châu Âu khác. Draken của Thụy Điển được phát triển thành 6 biến thể khác nhau trong đó có 2 biến thể được xuất khẩu. Phiên bản đầu tiên dự định chỉ cho nhiệm vụ phòng không. Phiên bản J 35F là biến thể cuối cùng phục vụ trong quân đội Thụy Điển, chúng nghỉ hưu vào thập niên 1990 và bị Saab Gripen thay thể.

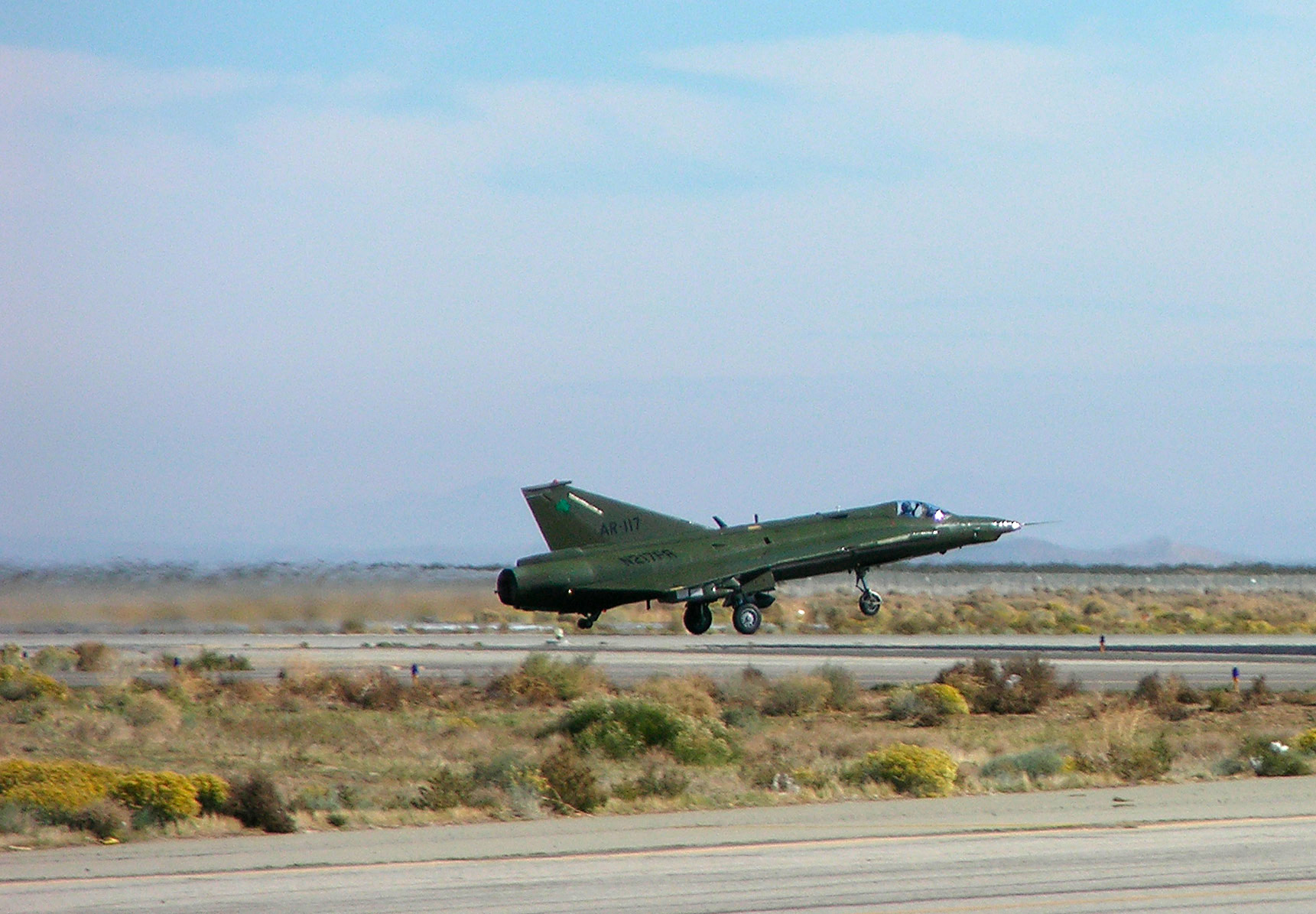
RF-35XD N217FR cũ của Không quân Đan Mạch, thuộc Trường phi công thử nghiệm Quốc gia cất cánh từ sân bay Mojave.

Thiết kế J 35 Draken đã được nâng cấp vài lần. Phiên bản nâng cấp cuối cùng là J 35J được thực hiện vào cuối thập niên 1980, mặc dù sau đó Draken gần như hoàn toàn bị thay thế bởi Saab 37 Viggen trong Không quân Thụy Điển. J 35J là chương trình kéo dài thời gian phục vụ của máy bay, do Saab JAS 39 Gripen mới vẫn đang ở giai đoạn phát triển và bị giao hàng chậm trễ. Chương trình kéo dài tuổi thọ cho phép Draken bay đến những năm 2000, nhưng do cắt giảm biên chế và chi phí bảo hành cao nên Draken cuối cùng cũng bị loại bỏ. Những chiếc Draken của Thụy Điển chính thức ngừng hoạt động vào tháng 12/1998, nhưng vẫn còn một số lượng hạn chế các phiên bản dân sự và quân sự. Các khách hàng nước ngoài của Draken là Đan Mạch và Phần Lan. Năm 1985, Không quân Áo đã đặt mua 24 chiếc J 35D được Saab tân trang lại, có tên gọi là J 35Ö.
Tất cả các phiên bản Draken đều là tiêm kích đánh chặn với khả năng cường kích hạn chế, ngoại trừ duy nhất phiên bản Draken của Đan Mạch, nó có thể mang tên lửa AGM-12 Bullpup, các "thiết bị gây nhiễu" tiên tiến và tăng khả năng mang nhiên liệu. Draken của Đan Mạch cũng là phiên bản nặng nhất trong tất cả các phiên bản. J 35 của Đan Mạch nghỉ hưu năm 1993.
Phần Lan đã nâng cấp các phi đội 35XS với hệ thống điện tử mới, hiển thị trong buồng lái, hệ thống dẫn đường/tấn công và khối kháng điện tử trong thập niên 1990. Draken của Phần Lan nghỉ hưu năm 2000.
Áo là nước cuối cùng sử dụng Draken. Họ mua những chiếc J 35D được tân trang lại, đây là những chiếc tiêm kích cuối cùng của Áo trang bị 2 khẩu pháo do sự hạn chế của Hiệp ước Nhà nước ÁO năm 1955 không cho phép máy bay tiêm kích mang tên lửa không đối không. Hạn chế này đã bị hủy bỏ vào năm 1993 do các vụ xâm nhập không phận từ cuộc xung đột nội bộ Nam Tư ở biên giới phía nam của Áo, tên lửa AIM-9 Sidewinder đã được mua để trang bị cho máy bay chiến đấu. Draken của Áo nghỉ hưu năm 2005, chúng bị thay thế tạm thời bởi những chiếc Tiger II cũ của Thụy Sĩ trong khi chờ loại máy bay Eurofighter hiện đại hơn.
Tại Hoa Kỳ, Trường phi công thử nghiệm Quốc gia (NTPS) sở hữu 6 chiếc Draken cũ của Đan Mạch, trong đó có 2 chiếc TF-35XD và 1 chiếc RF-35XD đang hoạt động, đóng tại sân bay vũ trụ Mojave.

## Biến thể

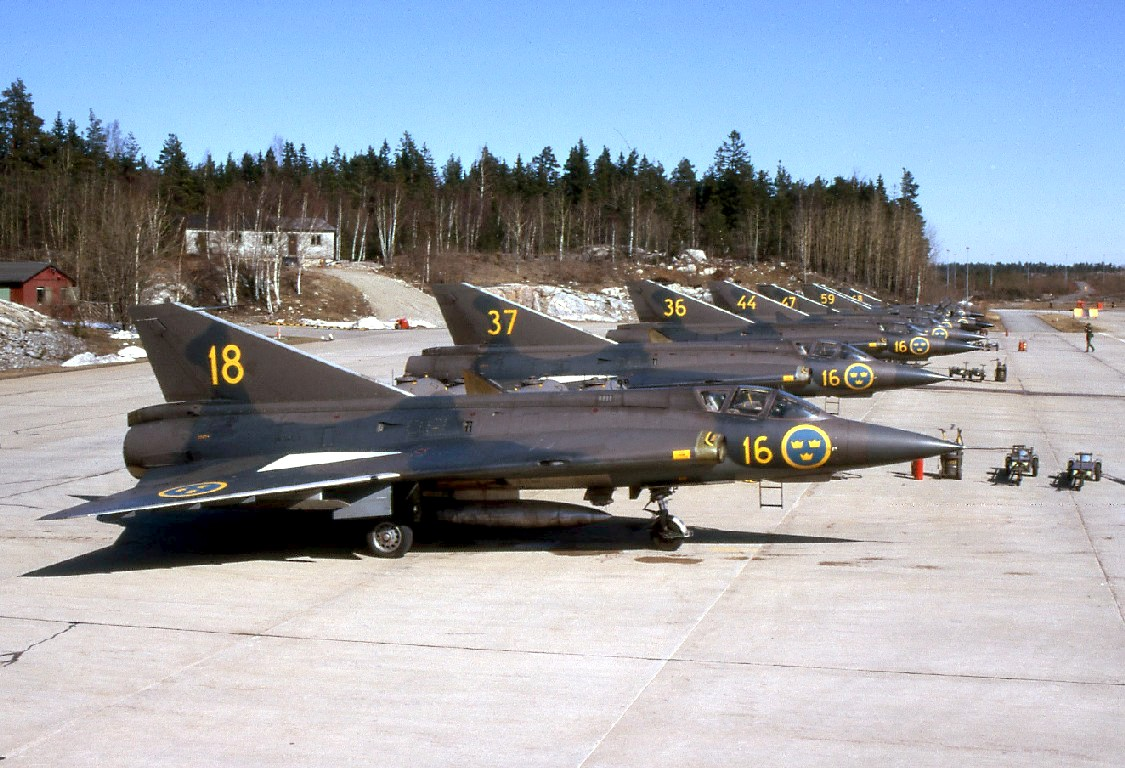
Những chiếc J 35A đậu thành hàng ở sân bay.

### Chứng minh khái niệm
Saab 210 Draken(còn gọi là Lilldraken) – Một mẫu máy bay thử nghiệm "chứng minh khái niệm" để đánh giá cấu hình cánh tam giác kép, không phải là một biến thể của Draken.

### Biến thể của Draken

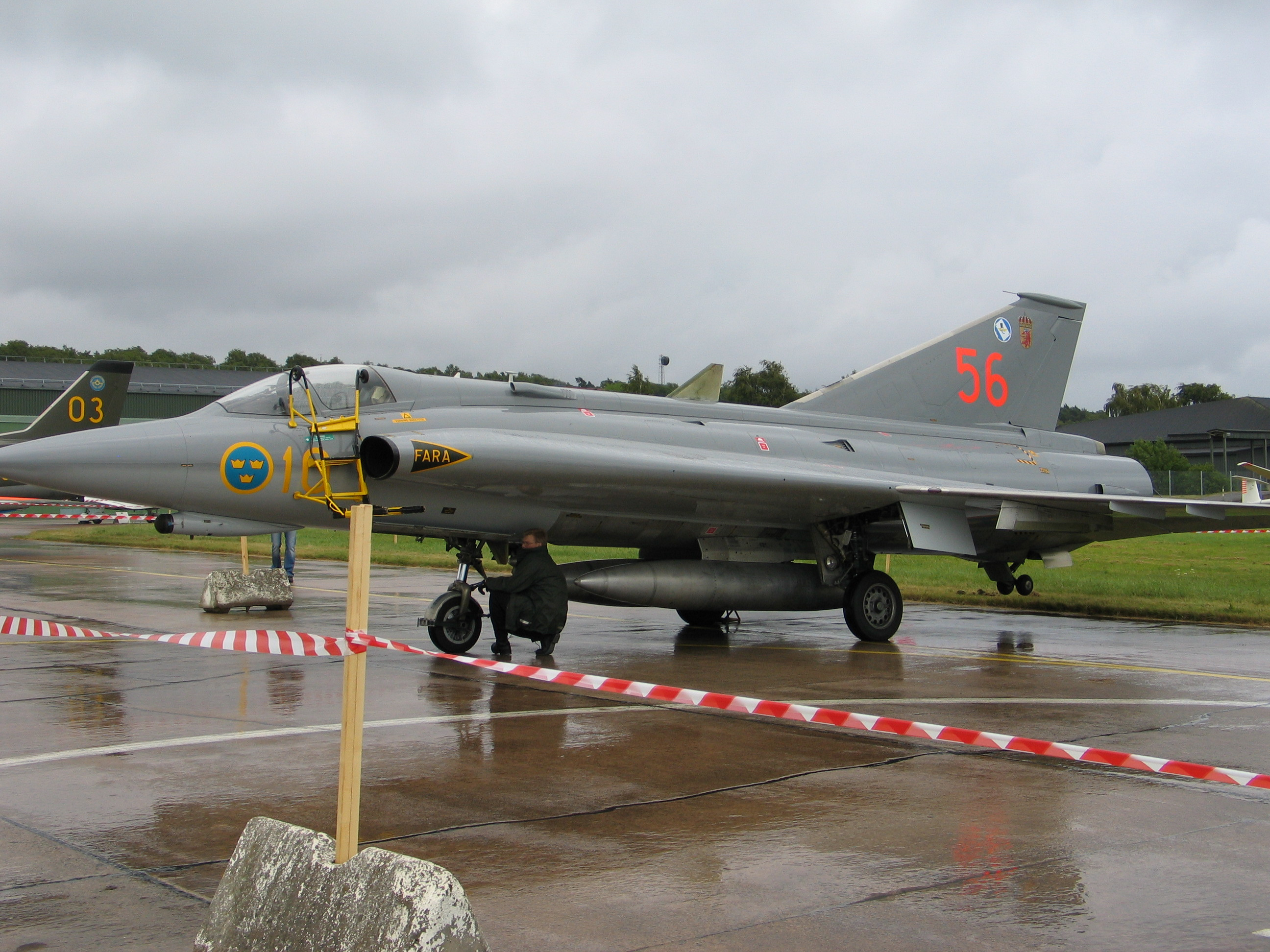
J 35F-2 Draken.

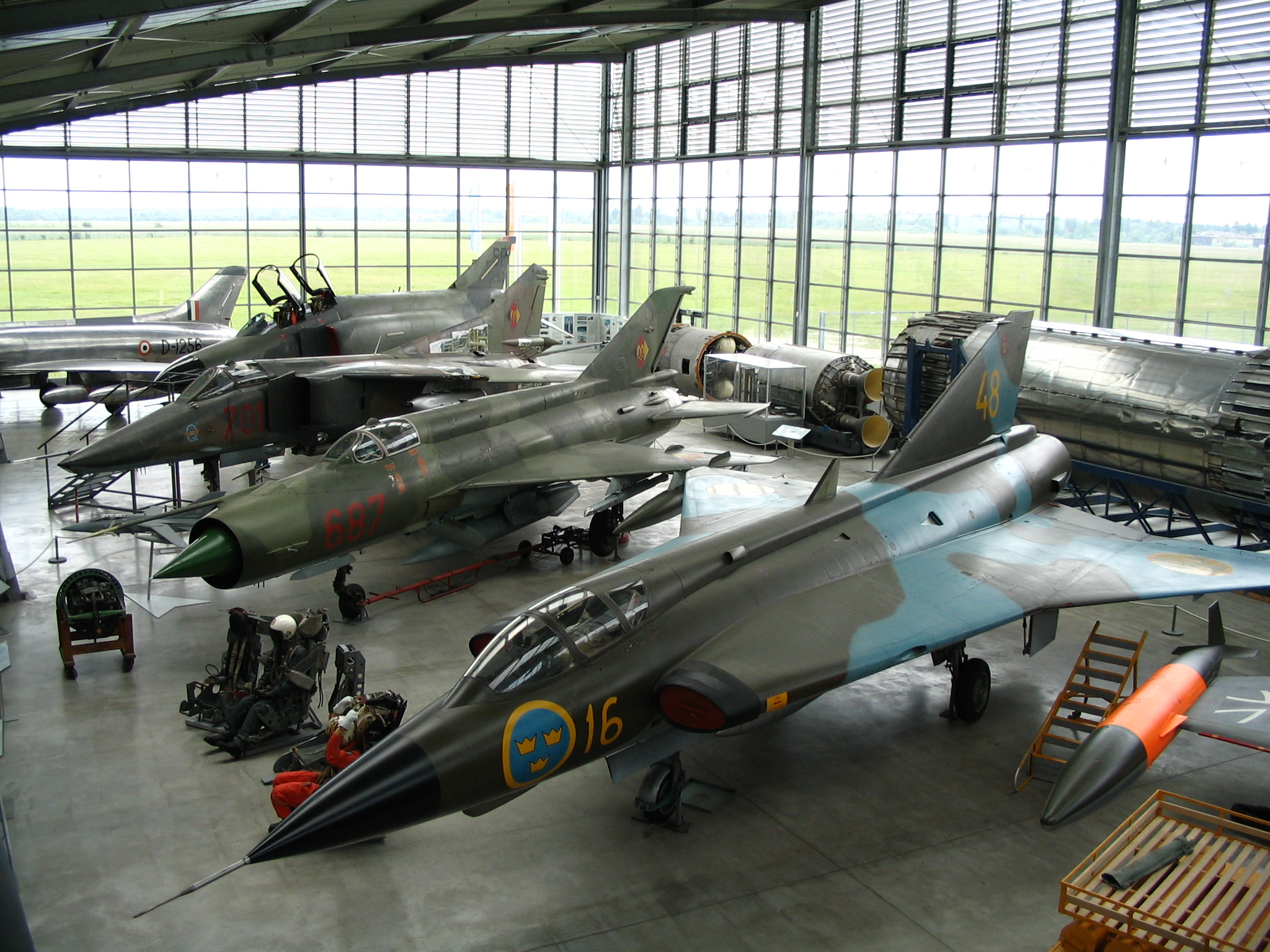
J 35 được trưng bày ở bảo tàng.

J 35APhiên bản tiêm kích, 90 chiếc được sản xuất. J 35A được bàn giao giai đoạn 1959-1961. Từ chiếc thứ 66 trở đi, phần đuôi được kéo dài thêm để đặt bộ phận đốt tăng lực mới. Hai phiên bản được đặt biệt danh là Adam kort (Adam ngắn) và Adam lång (Adam dài). Nó trang bị radar Cyrano Radar PS-02 của Phap (giống loại trên Mirage III) do radar của Thụy Điển chưa được phát triển.
J 35BPhiên bản tiêm kích, bàn giao giai đoạn 1962-1963, 73 chiếc được sản xuất. Biến thể này có radar và hệ thống ngắm được cải tiến, tích hợp hoàn toàn vào hệ thống STRIL 60 của Thụy Điển, đây là hệ thống giám sát trên không và hướng dẫn chiến đấu. Trang bị radar PS-03 do Thụy Điển chế tạo.
SK 35C25 J 35A đời đầu có phần đuôi ngắn được làm lại thành phiên bản huấn luyện. Nó có thể dễ dàng chuyển đổi ngược trở lại thành tiêu chuẩn J 35A nếu cần thiết. Phiên bản huấn luyện không có vũ khí.
J 35DPhiên bản tiêm kích, bàn giao giai đoạn 1963–1964, 120 chiếc được sản xuất. Có động cơ Rolls-Royce Avon 300 (RM 6C) mới và khỏe hơn, tạo lực đẩy 77,3 kN khi đốt tăng lực. Đây cũng là phiên bản Draken nhanh nất, có khả năng tăng tốc cho đến khi hết nhiên liệu. Nó cũng là phiên bản Draken cuối cùng mang 2 pháo.
S 35EPhiên bản trinh sát, 60 chiếc được sản xuất. Radar và vũ khí bị bỏ đi thay vào đó là các máy ảnh. Nó không được trang bị vũ khí nhưng lại có hệ thống đối kháng để tăng khả năng sống ót. Có 28 chiếc được chế tạo lại từ J 35D.
J 35FPhiên bản tiêm kích, bàn giao giai đoạn 1965–1972, 230 chiếc được sản xuất. Biến thể này có hệ thống điện tử hàng không cải tiến. Vũ khí chính là các phiên bản IR và SARH của tên lửa Hughes Falcon dự định ban đầu trang bị cho J 35D, 1 khẩu pháo bị bỏ đi để lắp hệ thống điện tử. J 35F2 là J 35F được chế tạo với một cảm biến hồng ngoại N71 của Hughes Aircraft Company hay còn gọi là đầu dò hồng ngoại. Đây là một thay đổi trong dây chuyền sản xuất từ khung máy bay số 35501. Từ Hawé mods I & II thực hiện trên các đài radar P/S-01/011 vào đầu thập niên 1980 để cải thiện khả năng đối kháng điện tử.
J 35JNăm 1985, chính phủ Thụy Điển quyết định sửa đổi 54 chiếc J 35F2 thành tiêu chuẩn J 35J. Năm 1987, thêm 12 chiếc nữa được đặt sửa đổi. Trong giai đoạn 1987-1991, máy bay được kéo dài tuổi thọ bay, thêm hệ thống điện tử hiện đại, pháo hiện đại hóa, thêm 2 giá treo vũ khí và tăng khả năng mang nhiên liệu. Chuyến bay cuối cùng của J 35J thực hiện vào năm 1999.
Saab 35HPhiên bản xuất khẩu đề xuất cho Không quân Thụy Sĩ.
Saab 35XDPhiên bản xuất khẩu cho Đan Mạch gồm: phiên bản đột kích một chỗ F-35, huấn luyện hai chỗ TF-35 và trinh sát RF-35. Phiên bản của Đan Mạch được sửa đổi nhấn mạnh vào vai trò máy bay đột kích so với các phiên bản của Thụy Điển.
Saab 35XSPhiên bản tiêm kích cho Không quân Phần Lan, do Saab chế tạo và Valmet lắp ráp ở Phần Lan.
Saab 35BSJ 35B bán cho Phần Lan.
Saab 35FSJ 35F1 bán cho Phần Lan.
Saab 35CSSK 35C bán cho Phần Lan.
Saab 35ÖVào giữa thập niên 1980, Saab mua lại 24 chiếc J 35D từ Không quân Thụy Điển và chuyển đổi chúng thành phiên bản J 35Ö (hay gọi là J 35OE). Sau đó chúng được xuất khẩu cho Áo.

### Sửa đổi đề xuất
Trước khi quyết định phát triển JAS 39 Gripen vào cuối thập niên 1970, một nghiên cứu chuyên sâu đã được thực hiện trên một chiếc AJ 35 sửa đổi nhằm duy trì các biến thể S 35E và J 35F. Mục đích chính là cho máy bay khả năng đột kích trong khi chờ đợi một sự thay thế cho AJ 37 Viggen.
35 MOD Level 4Thay đổi tham vọng nhất trong chương trình. Các sửa đổi đề xuất gồm: cánh ngoài mới, vũ khí mới, tên lửa RBS 15 và thêm cánh mũi nhằm tăng khả năng cơ động, trọng lượng cất cánh tối đa tăng lên tới 15.000 kg.
35 MOD Level 1bVề cơ bản là máy bay trở thành J 35J.
Tổng số Draken được sản xuất và giao hàng: 644.

## Quốc gia sử dụng

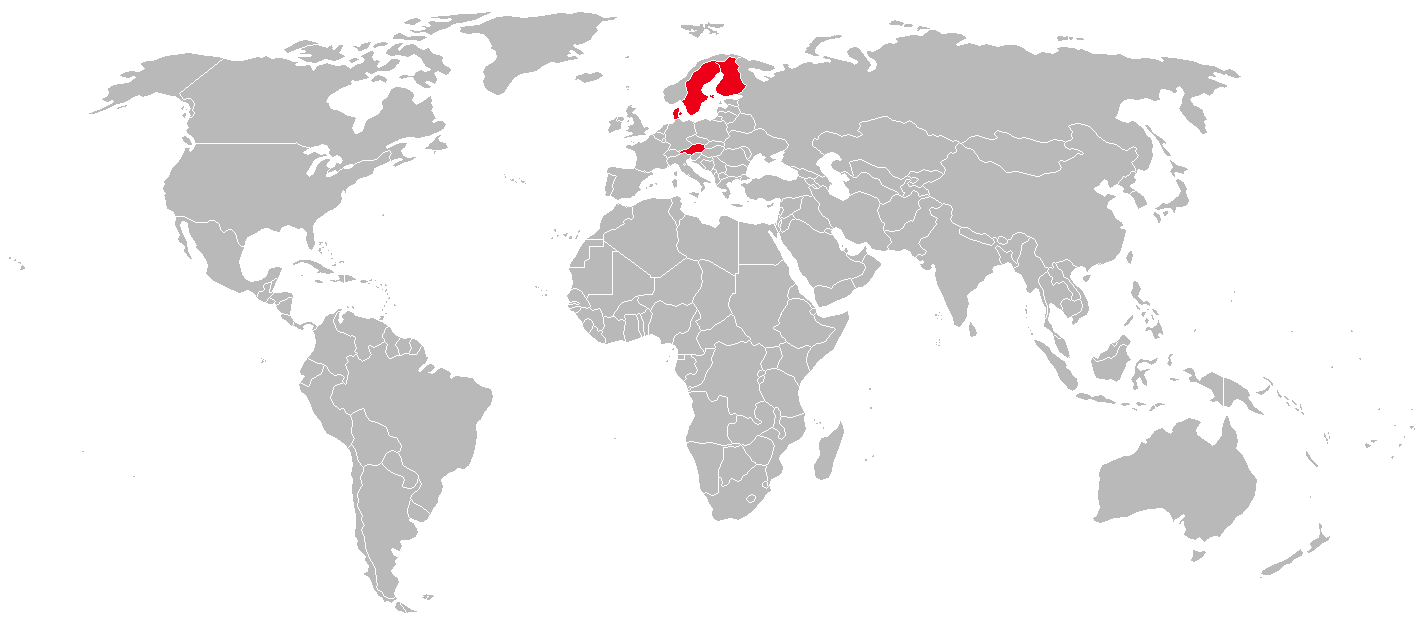
Các quốc gia từng sử dụng Saab 35 Draken tô màu đỏ

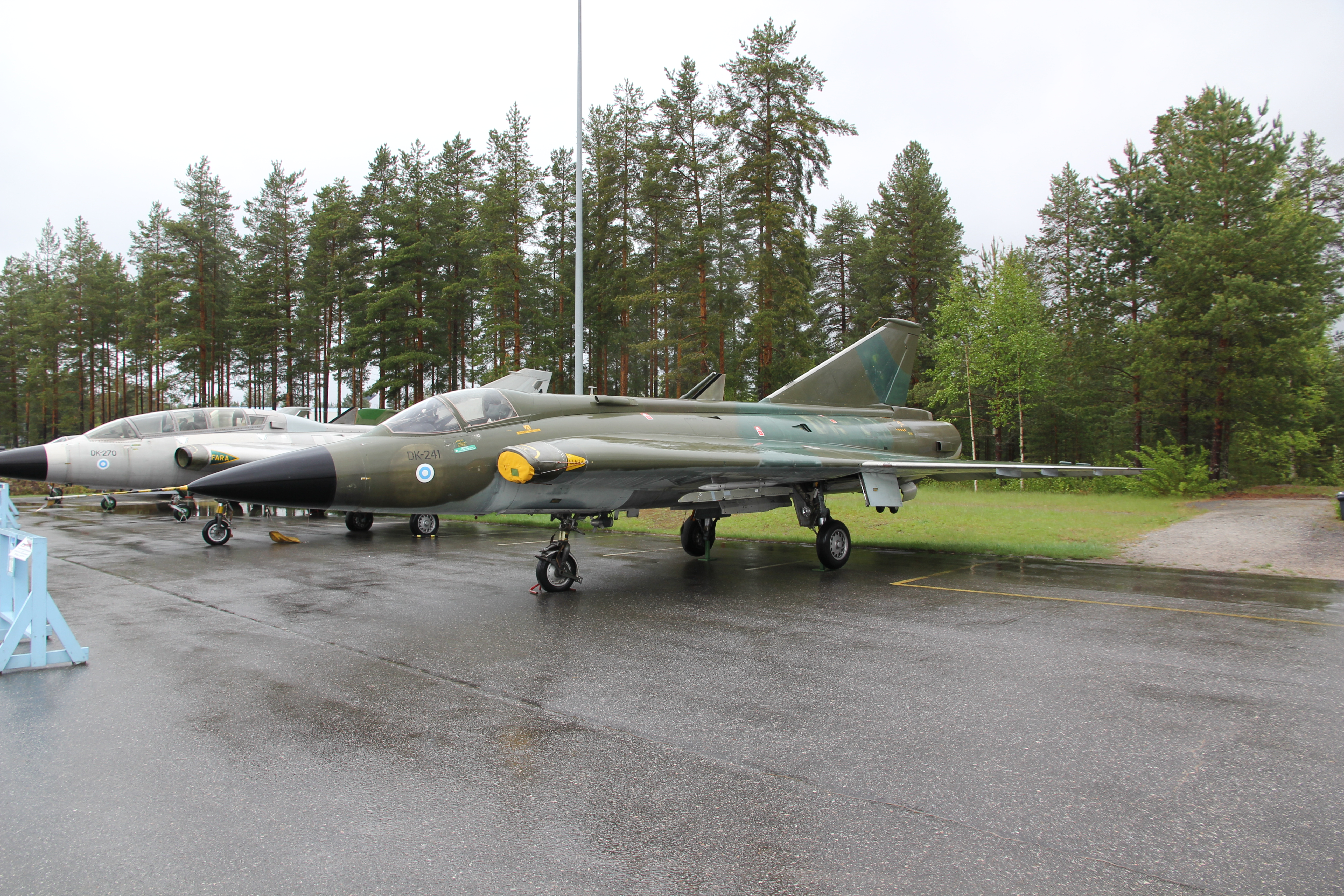
Saab 35FS Draken, Không quân Phần Lan

Saab 35 Draken ngừng hoạt động vào năm 2005. Vài chiếc còn bay được thuộc các bộ sưu tập tư nhân, chủ yếu ở Hoa Kỳ.
 Áo
- Không quân Áo, 24 chiếc:
  - Fliegerregiment 2
    - Staffel 1
    - Staffel 2

 Đan Mạch
- Không quân Hoàng gia Đan Mạch, 51 chiếc:
  - Phi đoàn 725
  - Phi đoàn 729

 Phần Lan
- Không quân Phần Lan, 50 chiếc:
  - Fighter Squadron 11
  - Fighter Squadron 21

 Thụy Điển
- Không quân Thụy Điển
  - F 1 Hässlö
  - F 3 Malmslätt
  - F 4 Frösön
  - F 10 Ängelholm
  - F 11 Nyköping
  - F 12 Kalmar
  - F 13 Norrköping
  - F 16 Uppsala
  - F 17 Kallinge
  - F 18 Tullinge
  - F 21 Luleå

 Hoa Kỳ
- Trường phi công thử nghiệm Quốc gia (6)

## Những chiếc còn sót lại
- J 35J, số seri 35556 ở Bảo tàng Không quân Thụy Điển tại F 14 Halmstad, Thụy Điển, chiếc Saab J 35 duy nhất còn bay được ở Thụy Điển
- J 35J, số seri 35630 tại Bảo tàng Angelholms Flyg ở Không đoàn Không quân Scandia F 10 Ängelholm

## Tính năng kỹ chiến thuật (J 35F Draken)
Dữ liệu lấy từ The Great Book of Fighters,Combat Aircraft since 1945 

### Đặc điểm riêng
- Tổ lái: 1
- Chiều dài: 15.35 m (50 ft 4 in)
- Sải cánh: 9.42 m (30 ft 10 in)
- Chiều cao: 3.89 m (12 ft 9 in)
- Diện tích cánh: 49.22 m² (529.82 ft²)
- Trọng lượng rỗng: 7,865 kg (17,340 lb)
- Trọng lượng có tải: 11,400 kg (25,132 lb)
- Trọng lượng cất cánh tối đa: 16,000 kg (35,273 lb)
- Động cơ: 1 động cơ tuabin đốt tăng lực Volvo Flygmotor RM 6C, lực đẩy 56.5 kN (12,787 lbf), lực đẩy khi đốt tăng lực 78.4 kN (17,637 lbf)

### Hiệu suất bay
- Vận tốc cực đại: Mach 2+[1] 2,126 km/h, 2.126 km/h (1.317 mph) trên độ cao 11.000 m (36.100 ft)
- Vận tốc hành trình:
- Tầm bay: 3,250 km (2,020 mi) với thùng dầu ngoài
- Trần bay: 20,000 m (65,600 ft)
- Vận tốc lên cao: 175 m/s (34,450 ft/min)
- Lực nâng của cánh: 231.6 kg/m² (47.4 lb/ft²)
- Lực đẩy/trọng lượng: 0.70

### Vũ khí
- 1 pháo M-55 ADEN 30 mm với 100 viên đạn (2 pháo 30 mm M-55 ADEN với 90 viên mỗi khẩu đối với các phiên bản đầu)
- Rocket: 2 thùng rocket không đối không 75 mm gắn ngoài hoặc 12 rocket 135 mm treo dưới 6 giá treo
- Tên lửa không đối không: Rb 24, Rb 27 và Rb 28
- Bom: các loại 55, 220, 500, và 1.000 bảng Anh
- Thùng nhiên liệu treo ngoài.

### Máy bay có tính năng tương đương
- Avro Canada CF-105 Arrow
- Convair F-102 Delta Dagger
- Convair F-106 Delta Dart
- Dassault Mirage III
- General Dynamics F-16XL
- Mikoyan-Gurevich MiG-21